# Renault D
Renault D — средне- и крупнотоннажный грузовой автомобиль производства Renault Trucks, предназначенный для транспортировки грузов на небольшие расстояния. Производится с 2013 года вместо Renault Access, Renault Premium и Renault Midlum.

## Модификации

### Renault D-Truck Wide с шириной кабины 2,3 м

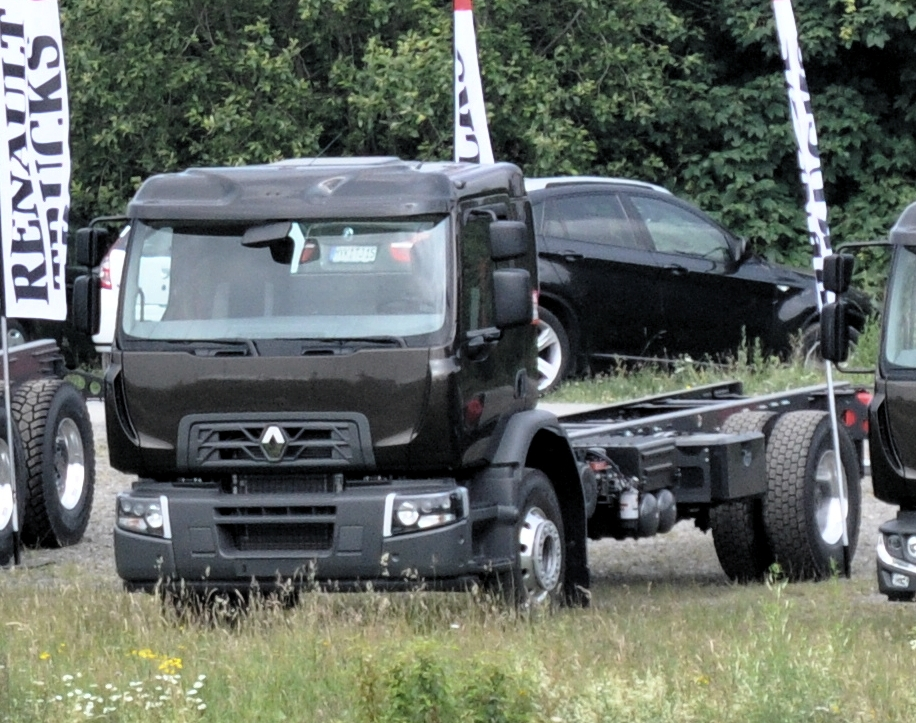
Renault D Wide с кабиной шириной 2,3 м

Семейство Renault D с шириной кабины 2,3 м пришло на смену семейству Renault Premium Distribution. Автомобили имеют полную массу от 19 до 26 тонн, колёсную формулу 4*2 или 6*2 и комплектуются 6-цилиндровым дизельным двигателем DTI 8 Common-Rail объёмом 7,7 л, мощностью от 250 до 320 л. с.
| Двигатель | Количество и расположение цилиндров | Объём | Мощность            | Крутящий момент | Нормы выбросов |
| --------- | ----------------------------------- | ----- | ------------------- | --------------- | -------------- |
| DTI 8     | Р6                                  | 7,7 л | 186 кВт (250 л. с.) | 950 Н*м         | Евро-6         |
| DTI 8     | Р6                                  | 7,7 л | 209 кВт (280 л. с.) | 1050 Н*м        | Евро-6         |
| DTI 8     | Р6                                  | 7,7 л | 239 кВт (320 л. с.) | 1200 Н*м        | Евро-6         |

### Renault D-Trucks с шириной кабины 2,1 м

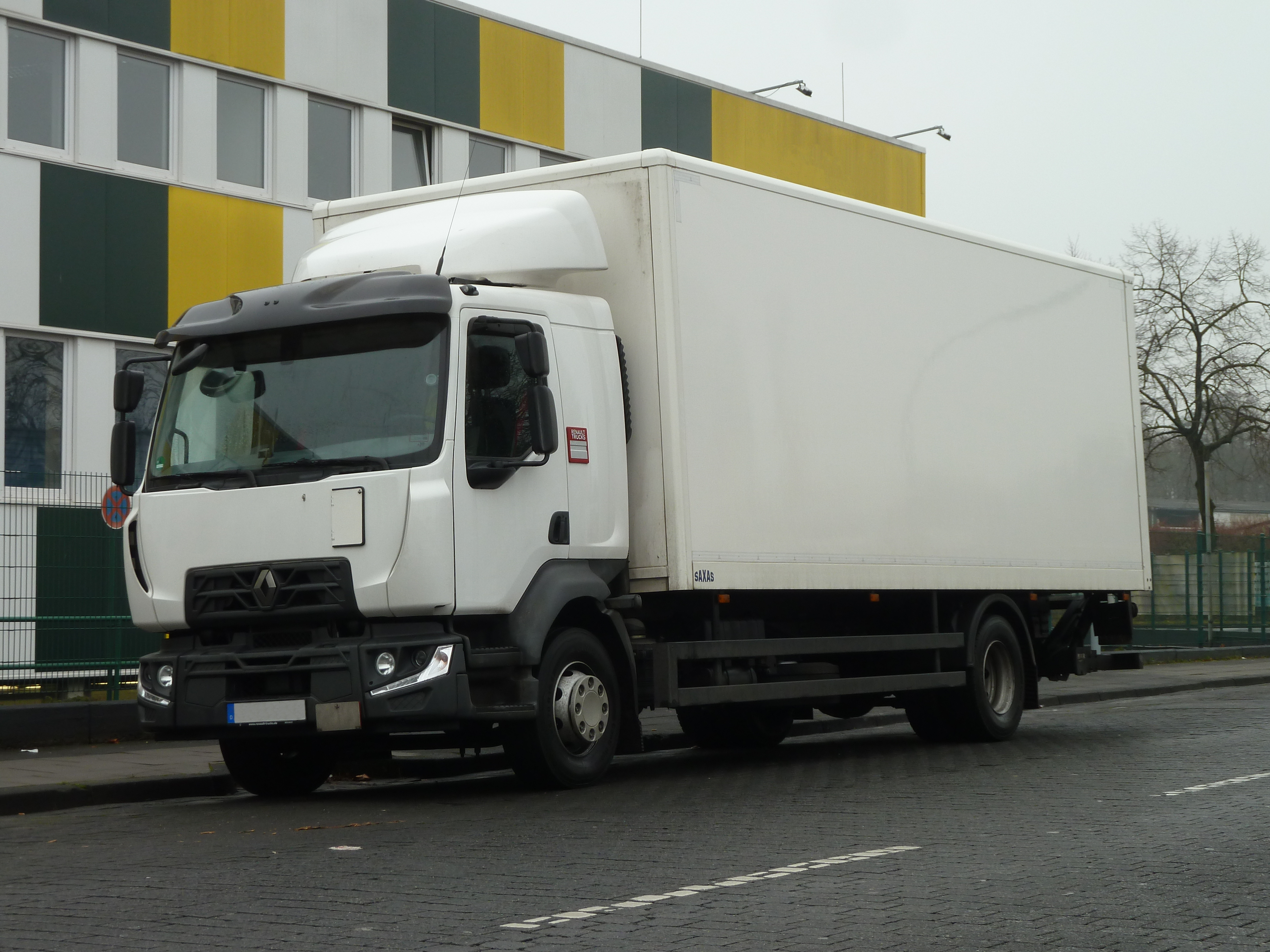
Renault D 240 с кабиной шириной 2,1 м

Семейство Renault D с шириной кабины 2,1 м пришло на смену семейству Renault Midlum. Автомобили имеют полную массу от 10 до 19 тонн, колёсную формулу 4*2 или 4*4 и комплектуются дизельным двигателем DTI 5 Common-Rail объёмом 5,7 л, мощностью от 210 до 230 л. с. или DTI 8 мощностью от 250 до 280 л. с.
| Двигатель | Количество и расположение цилиндров | Объём | Мощность            | Крутящий момент | Нормы выбросов |
| --------- | ----------------------------------- | ----- | ------------------- | --------------- | -------------- |
| DTI 5     | Р4                                  | 5,7 л | 157 кВт (210 л. с.) | 800 Н*м         | Евро-6         |
| DTI 5     | Р4                                  | 5,7 л | 171 кВт (230 л. с.) | 900 Н*м         | Евро-6         |
| DTI 8     | Р6                                  | 7,7 л | 186 кВт (250 л. с.) | 950 Н*м         | Евро-6         |
| DTI 8     | Р6                                  | 7,7 л | 209 кВт (280 л. с.) | 1050 Н*м        | Евро-6         |

### Renault D-Trucks от 3,5 до 7,5 тонн

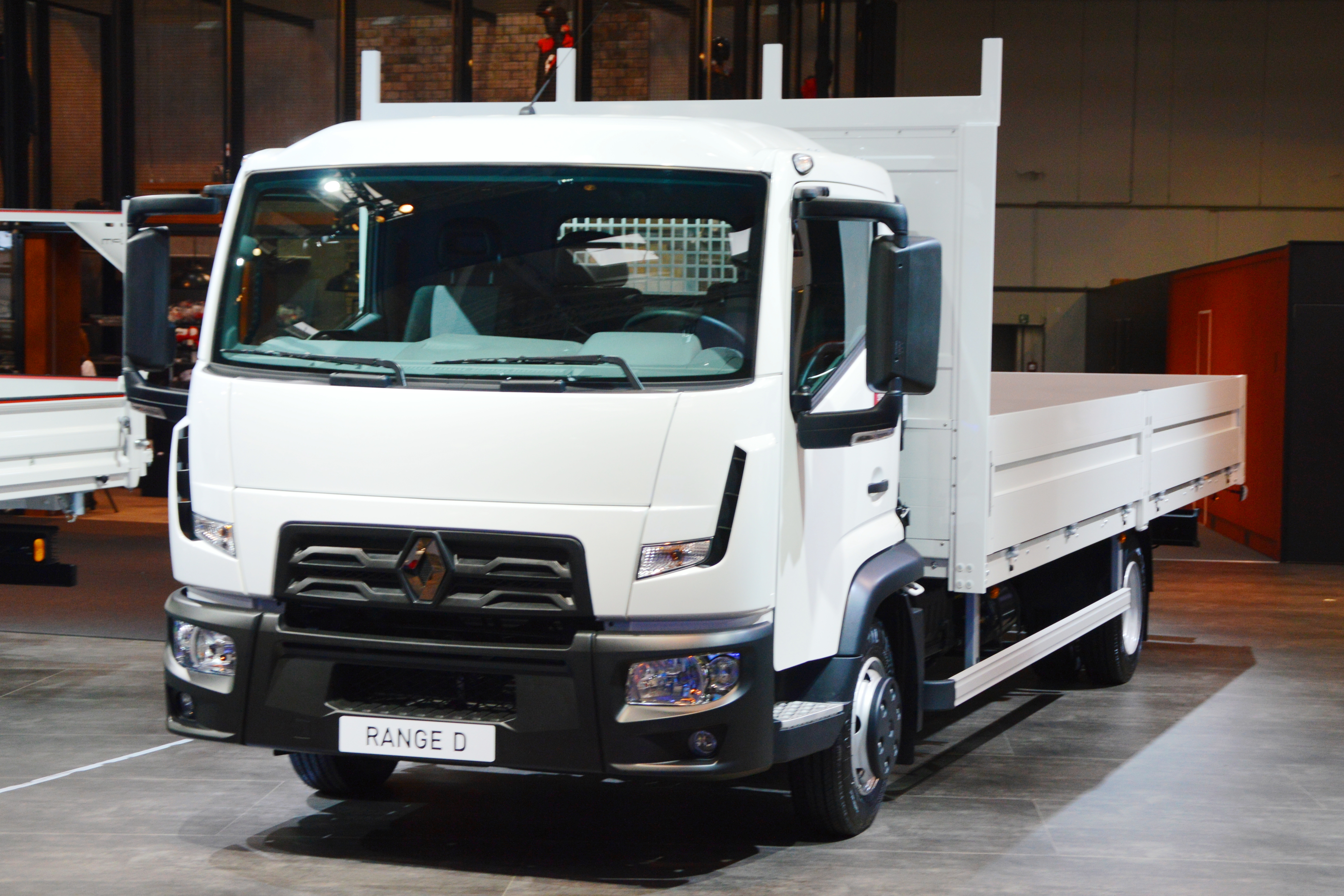
Среднетоннажный Renault D 7.5

Renault Trucks расширяет модельный ряд своих грузовиков в 2014 году добавлением новой среднетоннажной модели грузоподъёмностью от 3,5 до 7,5 т, получившей название Renault D. Она разработана совместно с компанией Nissan Motor Ltd. и имеет кабину от японского грузовика Nissan Atlas шириной 2 м. Автомобиль идеально подходит для городских перевозок, сочетая компактные размеры и отличную маневренность. Самая тяжёлая 7,5-тонная версия на заказ может быть оснащена автоматической коробкой передач. Грузовик может оснащаться дизельным двигателем DTI 3 мощностью 150 и 180 л. с., что соответствует нормам Евро-6.
Интерьер был разработан для того, чтобы сделать труд водителя максимально комфортным. Этому способствует передняя панель, все органы управления на которой скомпонованы в прилегающем от водителя пространстве. Естественно, в кабине куча разных отсеков для мелочи. Дизайн кабины Renault D выполнен в новом корпоративном стиле.
С осени 2013 года автомобили изготавливаются в Испанском Авила на заводе Nissan Motor Iberica вместе с аналогом Nissan NT500. Автомобили пришли на смену Nissan Atleon.
| Двигатель | Количество и расположение цилиндров | Объём | Мощность            | Крутящий момент | Нормы выбросов |
| --------- | ----------------------------------- | ----- | ------------------- | --------------- | -------------- |
| DTI 3     | Р4                                  | 3,0 л | 110 кВт (150 л. с.) | 350 Н*м         | Евро-6         |
| DTI 3     | Р4                                  | 3,0 л | 130 кВт (176 л. с.) | 540 Н*м         | Евро-6         |